# Saint-Vincent-d’Autéjac
Saint-Vincent-d’Autéjac [sɛ̃ vɛ̃sɑ̃ doteʒak] (seit 2014, zuvor Saint-Vincent; okzitanisch: Sent Vincent d'Antejac) ist eine französische Gemeinde mit 283 Einwohnern (Stand: 1. Januar 2022) im Département Tarn-et-Garonne in der Region Okzitanien. Sie gehört zum Arrondissement Montauban und zum Kanton Quercy-Aveyron (bis 2015: Kanton Caussade). Die Einwohner werden Autéjaciens genannt.

## Geographie
Saint-Vincent-d’Autéjac liegt etwa 20 Kilometer nordnordöstlich von Montauban. Umgeben wird Saint-Vincent-d’Autéjac von den Nachbargemeinden Auty im Norden, Montalzat im Nordosten, Caussade im Osten, Réalville im Süden, Mirabel im Westen und Südwesten sowie Molières im Nordwesten.

## Geschichte

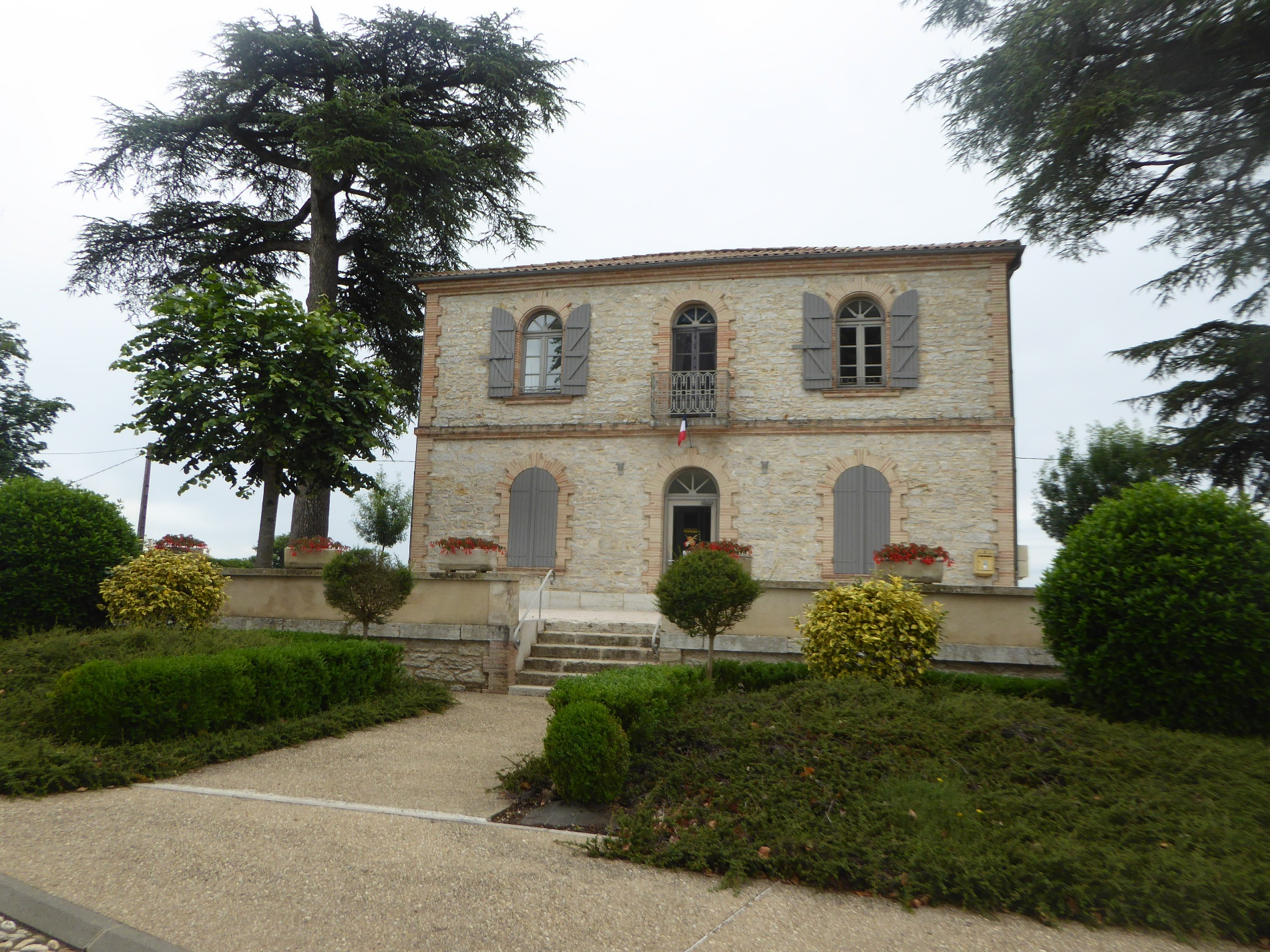
Rathaus (Mairie) Saint-Vincent-d’Autéjac

Bis 1853 war Saint-Vincent-d’Autéjac Teil der Gemeinde Réalville.

### Bevölkerungsentwicklung
| 1962                      | 1968 | 1975 | 1982 | 1990 | 1999 | 2006 | 2012 |
| ------------------------- | ---- | ---- | ---- | ---- | ---- | ---- | ---- |
| 363                       | 331  | 280  | 264  | 260  | 296  | 304  | 279  |
| Quelle: Cassini und INSEE |      |      |      |      |      |      |      |

## Sehenswürdigkeiten
- Kirche Saint-Vincent